# Hospital Naval Almirante Adriazola
El Hospital Naval ALmirante Adriazola, es un centro asistencial de salud que pertenece a la Red Hospitalaria del Sistema de Salud Naval de la Armada de Chile, ubicado en la ciudad de Talcahuano, Región del Biobío. 

## Historia
En el año 1896, bajo la presencia del Almirante Sanidad Naval Alberto Adriazola, se inaugura el primer edificio que albergaría al Hospital Naval de Talcahuano, que constaba inicialmente de 7 camas y una botica. Su ubicación era frente a la Planta de los Astilleros y Maestranzas de la Armada de Talcahuano. Durante ese mismo año se amplió a 20 camas.
En el año 1925, el hospital fue trasladado a la subida de la población "Las Canchas", en donde poseía 50 camas y un Pabellón.Problemas para acceder a este centro asistencial, principalmente en invierno, y la insuficiencia de agua potable, llevó a que el ministro de Marina Don Carlos Frodden Lorenzen, durante su visita al Apostadero en el año 1928, dispusiera la construcción de un nuevo Hospital de Emergencia, de material ligero, y emplazado cerca del Molo 500.
Este edificio se inauguró el 2 de junio de 1929 y disponía de 120 camas, con tres servicios básicos: Medicina, Cirugía y Obstetricia, 3 pabellones, 2 salas de Parto, 8 pensionados y Sala Post Operados.
Desde el 1 de marzo de 1967, la Armada ha perpetuado el legado del Almirante Adriazola quien fue un gran precursor de la creación de los Hospitales Navales de Chile, por ello la Armada le rinde el homenaje con que el Hospital Naval de Talcahuano lleve su nombre.
El avance de la medicina obligó a la Sanidad Naval chilena edificar un nuevo Hospital, el que fue entregado el 15 de octubre de 1980, con 14.500 m², 240 camas, emplazado en el sector "Las Canchas" de la Península de Tumbes.

## Servicios Clínicos

### Hospitalización
- Cirugía
- Traumatología
- Pediatría
- UCI
- Medicina
- Obstetricia y Ginecología

### Centro Médico
- Atención del Adulto
- Atención de la Mujer
- Atención del Infantil

### Apoyo Clínico
- Electroencefalograma
- Cámara de flujo laminar
- Nutrición
- Banco de Sangre
- Kinesiología
- Endoscopía
- Imaginología
- Laboratorio Clínico
- SAP (Servicio de Atención al Paciente)
- Central de Esterilización
- Ingeniería Biomédica